# Ali Mabkhout
Ali Ahmed Mabkhout Mohsen Omaran Alhajeri (tiếng Ả Rập: علي أحمد مبخوت محسن عمران الهاجري; sinh ngày 5 tháng 10 năm 1990) là một cầu thủ bóng đá chuyên nghiệp người Các Tiểu vương quốc Ả Rập Thống nhất ở vị trí tiền đạo, thi đấu cho câu lạc bộ Al Jazira và Đội tuyển bóng đá quốc gia Các Tiểu vương quốc Ả Rập Thống nhất.
So với cựu cầu thủ Các Tiểu vương quốc Ả Rập Thống nhất Adnan Al Talyani, Mabkhout được mô tả là có sức mạnh thể chất tuyệt vời và khả năng tăng tốc nhanh.

## Sự nghiệp câu lạc bộ

### Al Jazira
Mabkhout đã ra mắt vào ngày 17 tháng 4 năm 2009 trong chiến thắng 4-1 trên sân nhà trước Câu lạc bộ Al Sharjah, nhưng anh đã không thể hiện gì đáng kể trong trận ra mắt. Trận đấu thứ hai của anh là trận đấu với Al Dhafra vào ngày 26 tháng 4, anh đã ghi bàn thắng đầu tiên cho Al Jazira. Anh bắt đầu trận đấu tiếp theo với các đối thủ của Al Ain trong trận derby Dubai. Tài năng của Mabkhout tăng lên đáng kể và anh đã ghi bàn thắng thứ hai của mình ở phút thứ 90 và trận đấu kết thúc với tỷ số 2-0 trước đội Al Jazira.
Anh ấy đã ra mắt AFC Champions League khi đối đầu Al Ittihad vào ngày 22 tháng 4 năm 2009 sau khi được thay người vào những phút cuối. Vào ngày 19 tháng 5 năm 2009, anh đã ghi bàn thắng đầu tiên tại AFC Champions League vào phút thứ 49 trong trận đấu với Esteghlal trong trận hòa 2 đều.
Mabkhout đã có được động lực sau mùa giải đầu tiên, nhận được nhiều danh tiếng khi tạo ra các cơ hội ghi bàn. Anh và Ricardo Oliveira - người đồng đội của Mabkhout từ năm 2009 đến 2014 đã kết thân bạn bè. Sự hợp tác này đã góp phần đáng kể vào việc phát triển tài năng của Mabkhout trong những năm đầu sự nghiệp của anh.

## Sự nghiệp quốc tế

### Tuổi trẻ

#### Thế vận hội Mùa hè 2012
Anh là thành viên của Đội Olympic Các Tiểu vương quốc Ả Rập Thống nhất đủ tiêu chuẩn tham dự Thế vận hội Mùa hè 2012 tại London. Anh đã chơi 3 trận trong các trận đấu Olympic với Uruguay, Vương quốc Anh và Senegal.

### Cầu thủ chuyên nghiệp
Vào ngày 16 tháng 10 năm 2012 tại Sân vận động Za'abeel ở Dubai với áo của Các Tiểu vương quốc Ả Rập Thống nhất trong trận giao hữu với Bahrain, Ali Mabkhout đã ghi cú hat-trick đầu tiên và đưa UAE giành chiến thắng khủng 6-2.

#### Cúp bóng đá vịnh Ả Rập lần thứ 21
Ali Mabkhout đã chơi trận đấu quốc tế lớn đầu tiên của anh ấy tại Cúp bóng đá vịnh Ả Rập lần thứ 21 vào năm 2013. Anh đóng vai trò quan trọng trên con đường vinh quang của đội. Bàn thắng đầu tiên của anh vào lưới Qatar ở phút thứ 28 đã kết thúc với chiến thắng 3-1 cho UAE. Anh ấy cũng đã ghi một bàn thắng tuyệt vời vào lưới Bahrain trong trận đấu nhóm thứ hai sau khi vượt qua Abdulla Marzooq - Đội trưởng đội tuyển quốc gia Bahrain với kỹ năng rê bóng tuyệt vời khiến Marzooq rối và ghi một bàn vào bên phải của thủ môn ở phút 39.

#### Cúp bóng đá châu Á 2015
Mabkhout nằm trong đội hình 23 người của Các Tiểu vương quốc Ả Rập Thống nhất cho AFC Asian Cup được tổ chức tại Úc. Anh bắt đầu trận mở màn của giải đấu với Qatar và ghi hai bàn trong chiến thắng 4-1. Trong trận đấu tiếp theo với Bahrain, Mabkhout đã ghi bàn thắng nhanh nhất trong lịch sử AFC Asian Cup ở giây thứ 14. UAE thắng 2-1 và đủ điều kiện bước vào vòng đấu loại trực tiếp. Trong trận tứ kết, Mabkhout đã ghi bàn thắng mở và kết thúc 2 hiệp với tỉ số 1-1 với Nhật Bản tại Sân vận động Úc tại Sydney. Anh ấy tiếp tục giúp Dubai đánh bại đương kim vô địch 5-4 trong loạt sút luân lưu. Anh ấy cũng đã ghi bàn thắng trong chiến thắng 3-2 của Các Tiểu vương quốc Ả Rập Thống nhất trước Iraq trong trận tranh hạng ba. Sau đó, anh đã giành Chiếc giày vàng với tư cách là cây săn bàn hàng đầu của giải đấu với 5 bàn thắng.

## Thống kê

### Câu lạc bộ
| Câu lạc bộ               | Mùa giải                 | Giải vô địch | Giải vô địch | Giải vô địch | Cúp2    | Cúp2      | Cúp2     | AFC Champions League1 | AFC Champions League1 | AFC Champions League1 | Tổng    | Tổng      | Tổng     |
| Câu lạc bộ               | Mùa giải                 | Số trận      | Bàn thắng    | Kiến tạo     | Số trận | Bàn thắng | Kiến tạo | Số trận               | Bàn thắng             | Kiến tạo              | Số trận | Bàn thắng | Kiến tạo |
| ------------------------ | ------------------------ | ------------ | ------------ | ------------ | ------- | --------- | -------- | --------------------- | --------------------- | --------------------- | ------- | --------- | -------- |
| Al Jazira                | 2009-10                  | 16           | 3            | 0            | 6       | 2         | 0        | 1                     | 1                     | 0                     | 23      | 6         | 0        |
| Al Jazira                | 2010-11                  | 8            | 2            | 0            | 6       | 4         | 0        | 0                     | 0                     | 0                     | 14      | 6         | 0        |
| Al Jazira                | 2011-12                  | 12           | 3            | 0            | 3       | 0         | 0        | 3                     | 1                     | 0                     | 18      | 4         | 0        |
| Al Jazira                | 2012-13                  | 24           | 11           | 0            | 2       | 1         | 0        | 4                     | 1                     | 0                     | 30      | 13        | 0        |
| Al Jazira                | 2013-14                  | 19           | 7            | 1            | 0       | 0         | 0        | 8                     | 3                     | 0                     | 27      | 10        | 1        |
| Al Jazira                | 2014-15                  | 24           | 16           | 4            | 0       | 0         | 0        | 1                     | 1                     | 0                     | 25      | 17        | 4        |
| Al Jazira                | 2015-16                  | 23           | 23           | 1            | 1       | 0         | 0        | 5                     | 2                     | 0                     | 29      | 25        | 1        |
| Al Jazira                | 2016-17                  | 25           | 33           | 0            | 1       | 0         | 0        | 4                     | 1                     | 0                     | 30      | 35        | 0        |
|                          | Tổng                     | 151          | 98           | 6            | 19      | 7         | 0        | 26                    | 10                    | 0                     | 196     | 116       | 6        |
| Tổng danh hiệu sự nghiệp | Tổng danh hiệu sự nghiệp | 151          | 98           | 6            | 19      | 7         | 0        | 26                    | 10                    | 0                     | 196     | 116       | 6        |

1 Các cuộc thi lục địa bao gồm AFC Champions League
2 Các giải đấu khác bao gồm Cúp Tổng thống Các Tiểu vương quốc Ả Rập Thống nhất và Etisalat Emirates Cup

### Bàn thắng quốc tế
Bàn thắng cầu thủ ghi và tỉ số cuối cùng của đội tuyển Các Tiểu vương quốc Ả Rập Thống nhất.
| #  | Ngày                 | Địa điểm                                                      | Đối thủ            | Bàn thắng | Tỉ số        | Giải                     |
| -- | -------------------- | ------------------------------------------------------------- | ------------------ | --------- | ------------ | ------------------------ |
| 1  | 16 tháng 10 năm 2012 | Sân vận động Zabeel, Dubai, UAE                               | Bahrain            | 1–0       | 6–2          | Giao hữu                 |
| 2  | 16 tháng 10 năm 2012 | Sân vận động Zabeel, Dubai, UAE                               | Bahrain            | 2–2       | 6–2          | Giao hữu                 |
| 3  | 16 tháng 10 năm 2012 | Sân vận động Zabeel, Dubai, UAE                               | Bahrain            | 4–2       | 6–2          | Giao hữu                 |
| 4  | 16 tháng 10 năm 2012 | Sân vận động Zabeel, Dubai, UAE                               | Bahrain            | 5–2       | 6–2          | Giao hữu                 |
| 5  | 14 tháng 11 năm 2012 | Sân vận động Mohammed bin Zayed, Abu Dhabi, UAE               | Estonia            | 2–1       | 2–1          | Giao hữu                 |
| 6  | 5 tháng 1 năm 2013   | Sân vận động Thành phố Thể thao Khalifa, Làng Isa, Bahrain    | Qatar              | 2–1       | 3–1          | Arabian Gulf Cup 21st    |
| 7  | 8 tháng 1 năm 2013   | Sân vận động Quốc gia Bahrain, Riffa, Bahrain                 | Bahrain            | 1–0       | 2–1          | Arabian Gulf Cup 21st    |
| 8  | 22 tháng 3 năm 2013  | Sân vận động Mohammed bin Zayed, Abu Dhabi, UAE               | Uzbekistan         | 2–1       | 2–1          | Vòng loại Asian Cup 2015 |
| 9  | 5 tháng 9 năm 2013   | Sân vận động Quốc tế Nhà vua Fahd, Riyadh, Ả Rập Xê Út        | Trinidad và Tobago | 2–0       | 3–3          | Cúp OSN 2013             |
| 10 | 9 tháng 9 năm 2013   | Sân vận động Quốc tế Nhà vua Fahd, Riyadh, Ả Rập Xê Út        | New Zealand        | 2–0       | 2–0          | Cúp OSN 2013             |
| 11 | 15 tháng 10 năm 2013 | Sân vận động Hồng Kông, So Kon Po, Hồng Kông                  | Hồng Kông          | 1–0       | 4–0          | Vòng loại Asian Cup 2015 |
| 12 | 15 tháng 10 năm 2013 | Sân vận động Hồng Kông, So Kon Po, Hồng Kông                  | Hồng Kông          | 2–0       | 4–0          | Vòng loại Asian Cup 2015 |
| 13 | 15 tháng 10 năm 2013 | Sân vận động Hồng Kông, So Kon Po, Hồng Kông                  | Hồng Kông          | 3–0       | 4–0          | Vòng loại Asian Cup 2015 |
| 14 | 9 tháng 11 năm 2013  | Sân vận động Al Nahyan, Abu Dhabi, UAE                        | Philippines        | 4–0       | 4–0          | Giao hữu                 |
| 15 | 19 tháng 11 năm 2013 | Sân vận động Mohammed Bin Zayed, Abu Dhabi, UAE               | Việt Nam           | 3–0       | 5–0          | Vòng loại Asian Cup 2015 |
| 16 | 19 tháng 11 năm 2013 | Sân vận động Mohammed Bin Zayed, Abu Dhabi, UAE               | Việt Nam           | 5–0       | 5–0          | Vòng loại Asian Cup 2015 |
| 17 | 17 tháng 11 năm 2014 | Sân vận động Hoàng tử Faisal bin Fahd, Riyadh, Ả Rập Xê Út    | Kuwait             | 1–0       | 2–2          | Arabian Gulf Cup 22nd    |
| 18 | 17 tháng 11 năm 2014 | Sân vận động Hoàng tử Faisal bin Fahd, Riyadh, Ả Rập Xê Út    | Kuwait             | 2–0       | 2–2          | Arabian Gulf Cup 22nd    |
| 19 | 20 tháng 11 năm 2014 | Sân vận động Quốc tế Nhà vua Fahd, Riyadh, Ả Rập Xê Út        | Iraq               | 1–0       | 2–0          | Arabian Gulf Cup 22nd    |
| 20 | 20 tháng 11 năm 2014 | Sân vận động Quốc tế Nhà vua Fahd, Riyadh, Ả Rập Xê Út        | Iraq               | 2–0       | 2–0          | Arabian Gulf Cup 22nd    |
| 21 | 25 tháng 11 năm 2014 | Sân vận động Hoàng tử Faisal bin Fahd, Riyadh, Ả Rập Xê Út    | Oman               | 1–0       | 1–0          | Arabian Gulf Cup 22nd    |
| 22 | 11 tháng 1 năm 2015  | Sân vận động Canberra, Canberra, Úc                           | Qatar              | 3–1       | 4–1          | Asian Cup 2015           |
| 23 | 11 tháng 1 năm 2015  | Sân vận động Canberra, Canberra, Úc                           | Qatar              | 4–1       | 4–1          | Asian Cup 2015           |
| 24 | 15 tháng 1 năm 2015  | Sân vận động Canberra, Canberra, Úc                           | Bahrain            | 1–0       | 2–1          | Asian Cup 2015           |
| 25 | 23 tháng 1 năm 2015  | Sân vận động Australia, Sydney, Úc                            | Nhật Bản           | 1–0       | 1–1          | Asian Cup 2015           |
| 26 | 30 tháng 1 năm 2015  | Sân vận động Newcastle, Newcastle, Úc                         | Iraq               | 3–2       | 3–2          | Asian Cup 2015           |
| 27 | 3 tháng 9 năm 2015   | Sân vận động Mohammed bin Zayed, Abu Dhabi, UAE               | Malaysia           | 2–0       | 10–0         | Vòng loại World Cup 2018 |
| 28 | 3 tháng 9 năm 2015   | Sân vận động Mohammed bin Zayed, Abu Dhabi, UAE               | Malaysia           | 6–0       | 10–0         | Vòng loại World Cup 2018 |
| 29 | 3 tháng 9 năm 2015   | Sân vận động Mohammed bin Zayed, Abu Dhabi, UAE               | Malaysia           | 8–0       | 10–0         | Vòng loại World Cup 2018 |
| 30 | 5 tháng 11 năm 2015  | Sân vận động Mohammed bin Zayed, Abu Dhabi, UAE               | Turkmenistan       | 3–1       | 5–1          | Giao hữu                 |
| 31 | 5 tháng 11 năm 2015  | Sân vận động Mohammed bin Zayed, Abu Dhabi, UAE               | Turkmenistan       | 4–1       | 5–1          | Giao hữu                 |
| 32 | 5 tháng 11 năm 2015  | Sân vận động Mohammed bin Zayed, Abu Dhabi, UAE               | Turkmenistan       | 5–1       | 5–1          | Giao hữu                 |
| 33 | 12 tháng 11 năm 2015 | Sân vận động Mohammed bin Zayed, Abu Dhabi, UAE               | Đông Timor         | 1–0       | 8–0          | Vòng loại World Cup 2018 |
| 34 | 12 tháng 11 năm 2015 | Sân vận động Mohammed bin Zayed, Abu Dhabi, UAE               | Đông Timor         | 2–0       | 8–0          | Vòng loại World Cup 2018 |
| 35 | 16 tháng 1 năm 2016  | Sân vận động Mohammed bin Zayed, Abu Dhabi, UAE               | Iceland            | 2–1       | 2–1          | Giao hữu                 |
| 36 | 6 tháng 10 năm 2016  | Sân vận động Mohammed bin Zayed, Abu Dhabi, UAE               | Thái Lan           | 1–0       | 3–1          | Vòng loại World Cup 2018 |
| 37 | 6 tháng 10 năm 2016  | Sân vận động Mohammed bin Zayed, Abu Dhabi, UAE               | Thái Lan           | 2–0       | 3–1          | Vòng loại World Cup 2018 |
| 38 | 7 tháng 6 năm 2017   | Sân vận động Shah Alam, Selangor, Malaysia                    | Lào                | 1–0       | 4–0          | Giao hữu                 |
| 39 | 7 tháng 6 năm 2017   | Sân vận động Shah Alam, Selangor, Malaysia                    | Lào                | 3–0       | 4–0          | Giao hữu                 |
| 40 | 13 tháng 6 năm 2017  | Sân vận động Rajamangala, Bangkok, Thái Lan                   | Thái Lan           | 1–1       | 1–1          | Vòng loại World Cup 2018 |
| 41 | 29 tháng 8 năm 2017  | Sân vận động Hazza bin Zayed, Al Ain, UAE                     | Ả Rập Xê Út        | 1–1       | 2–1          | Vòng loại World Cup 2018 |
| 42 | 14 tháng 11 năm 2017 | Sân vận động Quốc tế Khalifa, Al Ain, UAE                     | Uzbekistan         | 1–0       | 1–0          | Giao hữu                 |
| 43 | 22 tháng 12 năm 2017 | Sân vận động Quốc tế Jaber Al-Ahmad, Thành phố Kuwait, Kuwait | Oman               | 1–0       | 1–0          | Arabian Gulf Cup 23rd    |
| 44 | 11 tháng 9 năm 2018  | Estadi Palamós Costa Brava Palamós, Tây Ban Nha               | Lào                | 1–0       | 3–0          | Giao hữu                 |
| 45 | 11 tháng 9 năm 2018  | Estadi Palamós Costa Brava Palamós, Tây Ban Nha               | Lào                | 2–0       | 3–0          | Giao hữu                 |
| 46 | 10 tháng 1 năm 2019  | Sân vận động Thành phố Thể thao Zayed, Abu Dhabi, UAE         | Ấn Độ              | 2–0       | 2–0          | Asian Cup 2019           |
| 47 | 14 tháng 1 năm 2019  | Sân vận động Hazza bin Zayed, Al Ain, UAE                     | Thái Lan           | 1–0       | 1–1          | Asian Cup 2019           |
| 48 | 21 tháng 1 năm 2019  | Sân vận động Thành phố Thể thao Zayed, Abu Dhabi, UAE         | Kyrgyzstan         | 2–1       | 3–2 (s.h.p.) | Asian Cup 2019           |
| 49 | 25 tháng 1 năm 2019  | Sân vận động Hazza bin Zayed, Al Ain, UAE                     | Úc                 | 1–0       | 1–0          | Asian Cup 2019           |
| 50 | 21 tháng 3 năm 2019  | Sân vận động Al Nahyan, Abu Dhabi, UAE                        | Ả Rập Xê Út        | 2–1       | 2–1          | Giao hữu                 |
| 51 | 31 tháng 8 năm 2019  | Sân vận động Quốc gia Bahrain, Riffa, Bahrain                 | Sri Lanka          | 1–0       | 5–1          | Giao hữu                 |
| 52 | 31 tháng 8 năm 2019  | Sân vận động Quốc gia Bahrain, Riffa, Bahrain                 | Sri Lanka          | 2–0       | 5–1          | Giao hữu                 |
| 53 | 31 tháng 8 năm 2019  | Sân vận động Quốc gia Bahrain, Riffa, Bahrain                 | Sri Lanka          | 3–0       | 5–1          | Giao hữu                 |
| 54 | 10 tháng 9 năm 2019  | Sân vận động Quốc gia Bukit Jalil, Kuala Lumpur, Malaysia     | Malaysia           | 1–1       | 2–1          | Vòng loại World Cup 2022 |
| 55 | 10 tháng 9 năm 2019  | Sân vận động Quốc gia Bukit Jalil, Kuala Lumpur, Malaysia     | Malaysia           | 2–1       | 2–1          | Vòng loại World Cup 2022 |
| 56 | 10 tháng 10 năm 2019 | Sân vận động Al Maktoum, Dubai, UAE                           | Indonesia          | 2–0       | 5–0          | Vòng loại World Cup 2022 |
| 57 | 10 tháng 10 năm 2019 | Sân vận động Al Maktoum, Dubai, UAE                           | Indonesia          | 3–0       | 5–0          | Vòng loại World Cup 2022 |
| 58 | 10 tháng 10 năm 2019 | Sân vận động Al Maktoum, Dubai, UAE                           | Indonesia          | 4–0       | 5–0          | Vòng loại World Cup 2022 |
| 59 | 15 tháng 10 năm 2019 | Sân vận động Thammasat, Pathum Thani, Thái Lan                | Thái Lan           | 1–2       | 1–2          | Vòng loại World Cup 2022 |
| 60 | 26 tháng 11 năm 2019 | Sân vận động Abdullah bin Khalifa, Doha, Qatar                | Yemen              | 1–0       | 3–0          | Arabian Gulf Cup 24th    |
| 61 | 26 tháng 11 năm 2019 | Sân vận động Abdullah bin Khalifa, Doha, Qatar                | Yemen              | 2–0       | 3–0          | Arabian Gulf Cup 24th    |
| 62 | 26 tháng 11 năm 2019 | Sân vận động Abdullah bin Khalifa, Doha, Qatar                | Yemen              | 3–0       | 3–0          | Arabian Gulf Cup 24th    |
| 63 | 2 tháng 12 năm 2019  | Sân vận động Quốc tế Khalifa, Doha, Qatar                     | Qatar              | 1–2       | 2–4          | Arabian Gulf Cup 24th    |
| 64 | 2 tháng 12 năm 2019  | Sân vận động Quốc tế Khalifa, Doha, Qatar                     | Qatar              | 2–3       | 2–4          | Arabian Gulf Cup 24th    |
| 65 | 12 tháng 11 năm 2020 | Sân vận động Zabeel, Dubai, UAE                               | Tajikistan         | 1–2       | 3–2          | Giao hữu                 |
| 66 | 12 tháng 11 năm 2020 | Sân vận động Zabeel, Dubai, UAE                               | Tajikistan         | 2–2       | 3–2          | Giao hữu                 |
| 67 | 29 tháng 3 năm 2021  | Sân vận động Zabeel, Dubai, UAE                               | Ấn Độ              | 1–0       | 6–0          | Giao hữu                 |
| 68 | 29 tháng 3 năm 2021  | Sân vận động Zabeel, Dubai, UAE                               | Ấn Độ              | 2–0       | 6–0          | Giao hữu                 |
| 69 | 29 tháng 3 năm 2021  | Sân vận động Zabeel, Dubai, UAE                               | Ấn Độ              | 3–0       | 6–0          | Giao hữu                 |
| 70 | 24 tháng 5 năm 2021  | Sân vận động Rashid, Dubai, UAE                               | Jordan             | 1–0       | 5–1          | Giao hữu                 |
| 71 | 24 tháng 5 năm 2021  | Sân vận động Rashid, Dubai, UAE                               | Jordan             | 2–0       | 5–1          | Giao hữu                 |
| 72 | 24 tháng 5 năm 2021  | Sân vận động Rashid, Dubai, UAE                               | Jordan             | 4–0       | 5–1          | Giao hữu                 |
| 73 | 3 tháng 6 năm 2021   | Sân vận động Zabeel, Dubai, UAE                               | Malaysia           | 1–1       | 4–0          | Vòng loại World Cup 2022 |
| 74 | 3 tháng 6 năm 2021   | Sân vận động Zabeel, Dubai, UAE                               | Malaysia           | 4–0       | 4–0          | Vòng loại World Cup 2022 |
| 75 | 11 tháng 6 năm 2021  | Sân vận động Zabeel, Dubai, UAE                               | Indonesia          | 1–0       | 5–0          | Vòng loại World Cup 2022 |
| 76 | 11 tháng 6 năm 2021  | Sân vận động Zabeel, Dubai, UAE                               | Indonesia          | 3–0       | 5–0          | Vòng loại World Cup 2022 |
| 77 | 15 tháng 6 năm 2021  | Sân vận động Zabeel, Dubai, UAE                               | Việt Nam           | 2–0       | 3–2          | Vòng loại World Cup 2022 |
| 78 | 7 tháng 9 năm 2021   | Sân vận động Quốc vương Abdullah II, Amman, Jordan            | Syria              | 1–0       | 1–0          | Vòng loại World Cup 2022 |
| 79 | 12 tháng 10 năm 2021 | Sân vận động Zabeel, Dubai, UAE                               | Iraq               | 2–2       | 2–2          | Vòng loại World Cup 2022 |
| 80 | 16 tháng 11 năm 2021 | Sân vận động thành phố Saida, Sidon, Liban                    | Liban              | 1–0       | 1–0          | Vòng loại World Cup 2022 |
| 81 | 29 tháng 5 năm 2022  | Sân vận động Zabeel, Dubai, UAE                               | Gambia             | 2–0       | 3–0          | Giao hữu                 |
| 82 | 16 tháng 11 năm 2023 | Sân vận động Al Maktoum, Dubai, UAE                           | Nepal              | 2–0       | 4–0          | Vòng loại World Cup 2026 |
| 83 | 16 tháng 11 năm 2023 | Sân vận động Al Maktoum, Dubai, UAE                           | Nepal              | 3–0       | 4–0          | Vòng loại World Cup 2026 |
| 84 | 21 tháng 11 năm 2023 | Sân vạn động Quốc gia Bahrain, Riffa, Bahrain                 | Bahrain            | 2–0       | 2–0          | Vòng loại World Cup 2026 |
| 85 | 30 tháng 12 năm 2023 | Sân vận động Mohammed bin Zayed, Abu Dhabi, UAE               | Kyrgyzstan         | 1–0       | 1–0          | Giao hữu                 |

## Vinh danh

### Câu lạc bộ
Al Jazira
- UAE Pro-League: 2010-11, 2016-17
- Etisalat Emirates Cup: 2010
- UAE President's Cup: 2011, 2012

### Quốc tế
Các Tiểu vương quốc Ả Rập Thống nhất
- Giải vô địch GCC U-23: 1

2010
- Huy chương bạc Đại hội Thể thao châu Á: 1

2010
- Cúp bóng đá vịnh Ả Rập: Hạng nhất: 1

2013
- Cúp bóng đá châu Á: Hạng ba: 1

2015

### Cá nhân
- Vua phá lưới Cúp bóng đá vịnh Ả Rập: 2014
- Vua phá lưới Cúp bóng đá châu Á: 2015
- Đội hình trong mơ Cúp bóng đá châu Á: 2015